# Leuchtturm Holtenau
Der Leuchtturm Holtenau befindet sich am Nordufer der Zufahrt zum Nord-Ostsee-Kanal in Kiel-Holtenau und dient seit 1895 als Einfahrtsfeuer. Der Turm ist Seezeichen und Gedenkstätte und zählt zu den schönsten Leuchttürmen Deutschlands.

## Geschichte

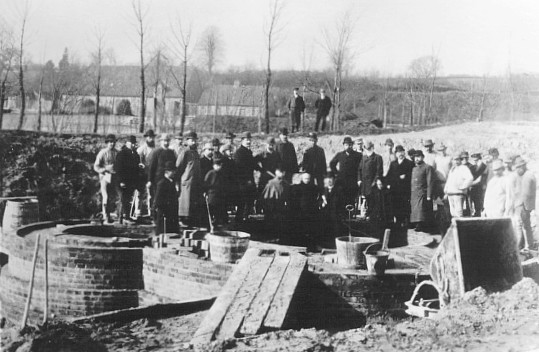
1894 Der Grundstein wird im Sockel des Leuchtturmes in einer Kammer eingemauert.

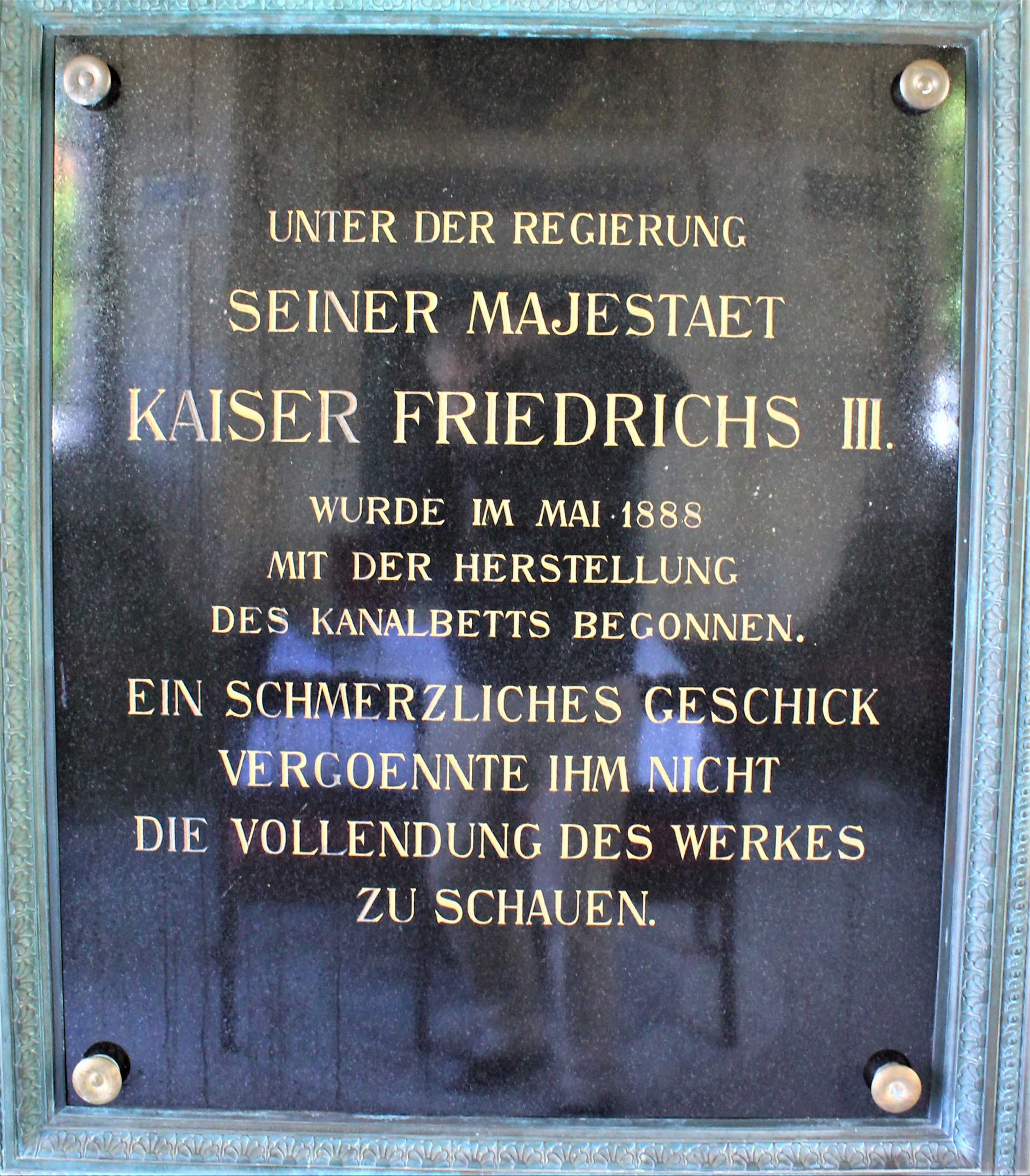
Gedenktafel im Innern des Leuchtturms Kiel-Holtenau.

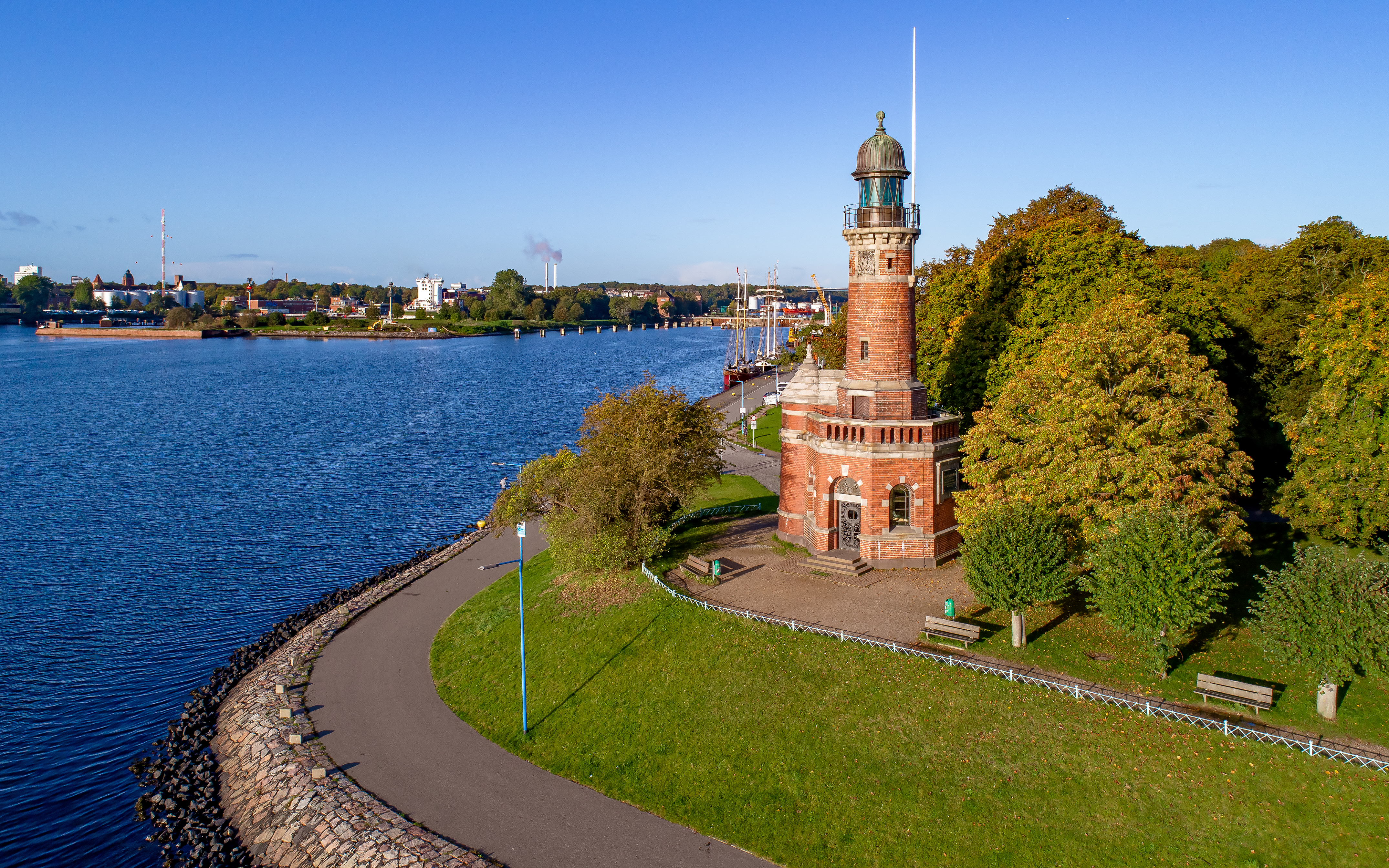
Der Leuchtturm Kiel-Holtenau.

Der Vorgänger des Leuchtturmes stand direkt vor dem Kanalpackhaus in Holtenau und markierte für wenige Jahre die Einfahrt zum Eiderkanal, dem Vorgänger des Nord-Ostsee-Kanals.
Der jetzige Leuchtturm Holtenau wurde auf einem kleinen Hügel angelegt, der aus Aushubmaterial des Nord-Ostsee-Kanals besteht, das vor dem ursprünglichen Ufer aufgeschüttet wurde. Gebaut wurde der Leuchtturm durch die Kieler Firma Rower. Die Höhe des Holtenauer Leuchtturmes beträgt 20 Meter, inklusive des Leuchtfeuers 24 Meter. Die Nenntragweite seines Leuchtfeuers für Weiß beträgt 11, für Rot 9 und für Grün 8 Seemeilen.
Im Turmfundament befindet sich der Grundstein mit der Gründungsurkunde für den Kaiser-Wilhelm-Kanal (Nord-Ostsee-Kanal). Im Grundstein sollen auch auf Glasplatten abgebildete Stereo-Photographien mit eingemauert worden sein. Die Grundsteinlegung fand am 3. Juni 1887 statt und wurde von Kaiser Wilhelm I. vollzogen.
In der darüber liegenden achteckigen „Drei-Kaiser-Halle“ wird der drei während des Kanalbaus amtierenden Deutschen Kaiser Wilhelm I., Friedrich III. und Wilhelm II. gedacht. Die Mosaiken in der Halle wurden von der Berliner Firma Puhl & Wagner gefertigt. An der Fassade befindet sich eine Gedenktafel mit folgender Aufschrift: Kaiser Wilhelm II. vollzog die Weihe des Nord-Ostsee-Kanals und übergab ihn dem Weltverkehr am 21. Juni 1895.
Über dem Haupteingang ist ein halbrundes Relief eingelassen, das die beiden Meerjungfrauen „Nordsee“ und „Ostsee“ zeigt, die sich die Hände reichen. Im Hintergrund sieht man die Leuchttürme der beiden Kanaleinfahrten in Holtenau beziehungsweise Brunsbüttel. Ursprünglich schmückte die nördliche Fassade eine Skulptur des Berliner Bildhauers Ernst Herter. Es handelte sich dabei um die bronzene Nachbildung des Drachenbugs eines Wikingerschiffes. Vermutlich wurde sie während des Zweiten Weltkrieges eingeschmolzen, genau wie das imposante Kaiser-Wilhelm-Denkmal, das neben dem Leuchtturm stand.

## Der Turm heute
Der Leuchtturm Holtenau wurde 1995 zum 100. Geburtstag des Nord-Ostsee-Kanals durchgreifend renoviert. Er ist heute von einer Grünanlage umgeben, der achteckige Unterbau des Backsteinturms dient auch als Trauzimmer. Am Südufer wird die Einfahrt durch einen einfach gestalteten, weiß-roten Gitterturm markiert.

## Philatelistisches
In der Briefmarkenserie Leuchttürme der Deutschen Post AG wurde ein Postwertzeichen im Nennwert von 45 Eurocent herausgegeben. Der Entwurf stammt von Johannes Graf aus Dortmund. Erstausgabetag war der 8. Juni 2017.

## Historische Bilder

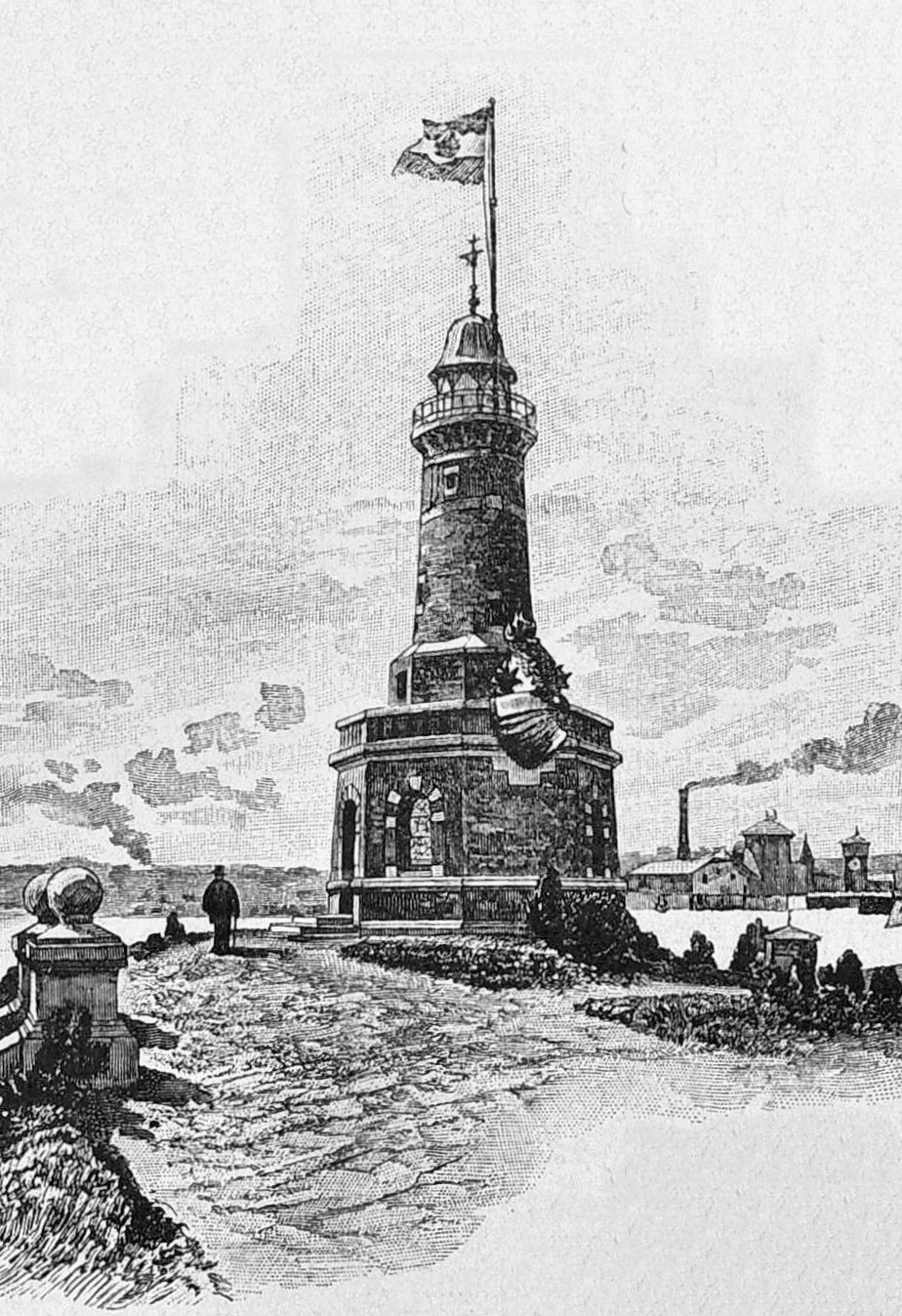
1895
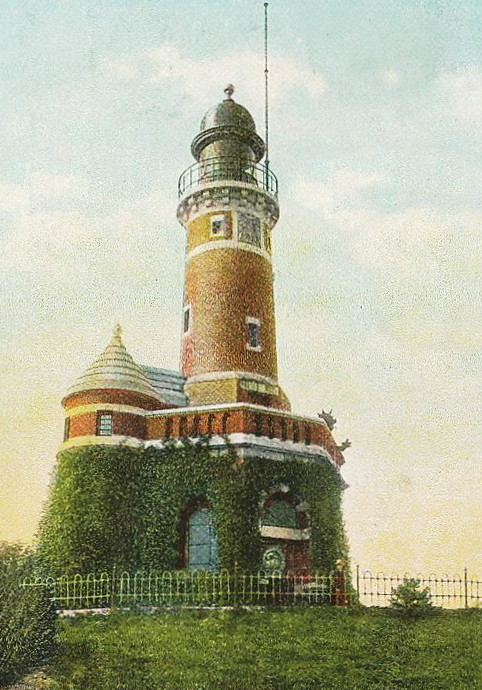
Anfang 1900
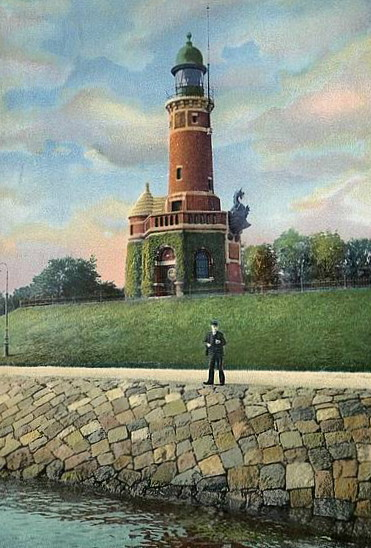
Anfang 1900
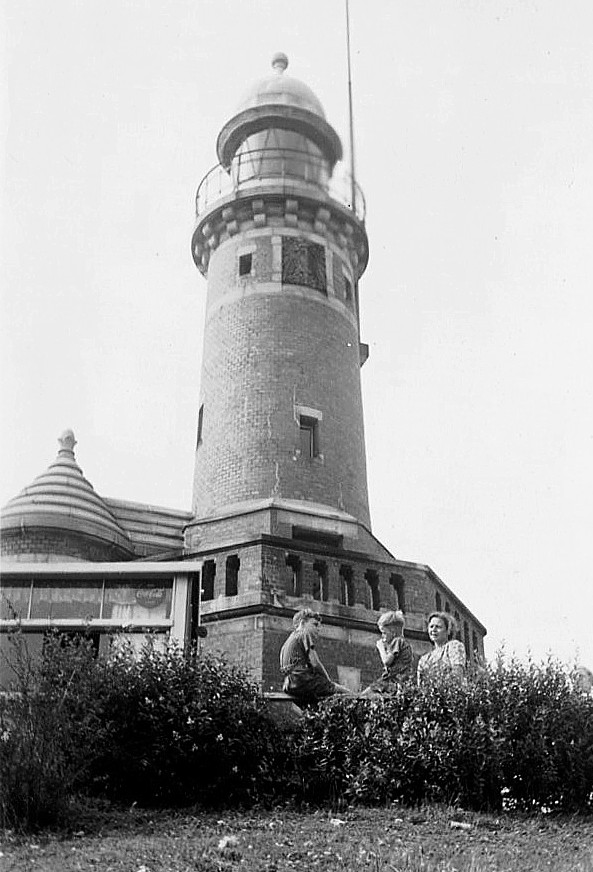
1954

## Detailbilder

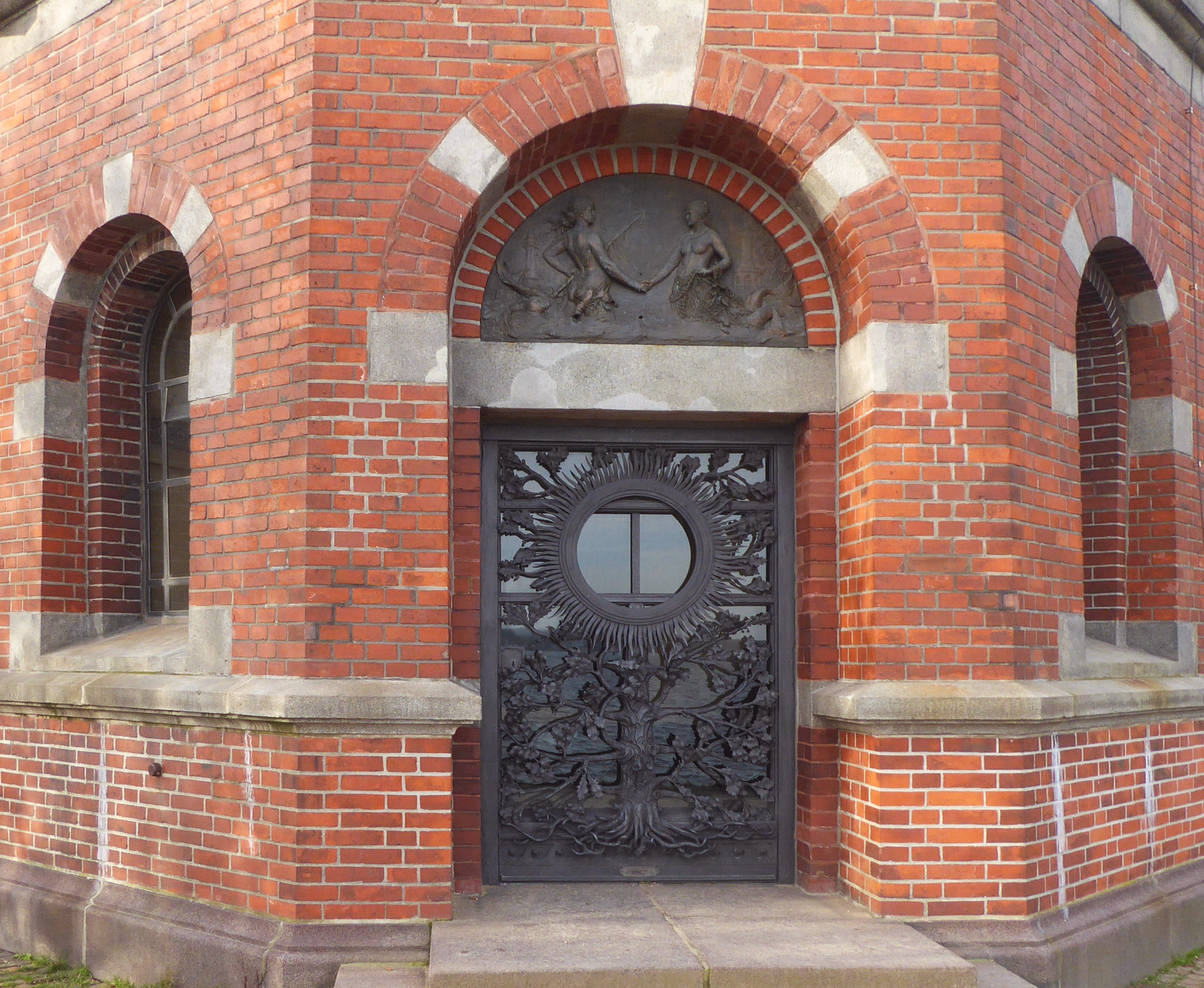
Haupteingang auf der Ostseite, oben Relief der Nord-Ostsee-Meerjungfrauen.
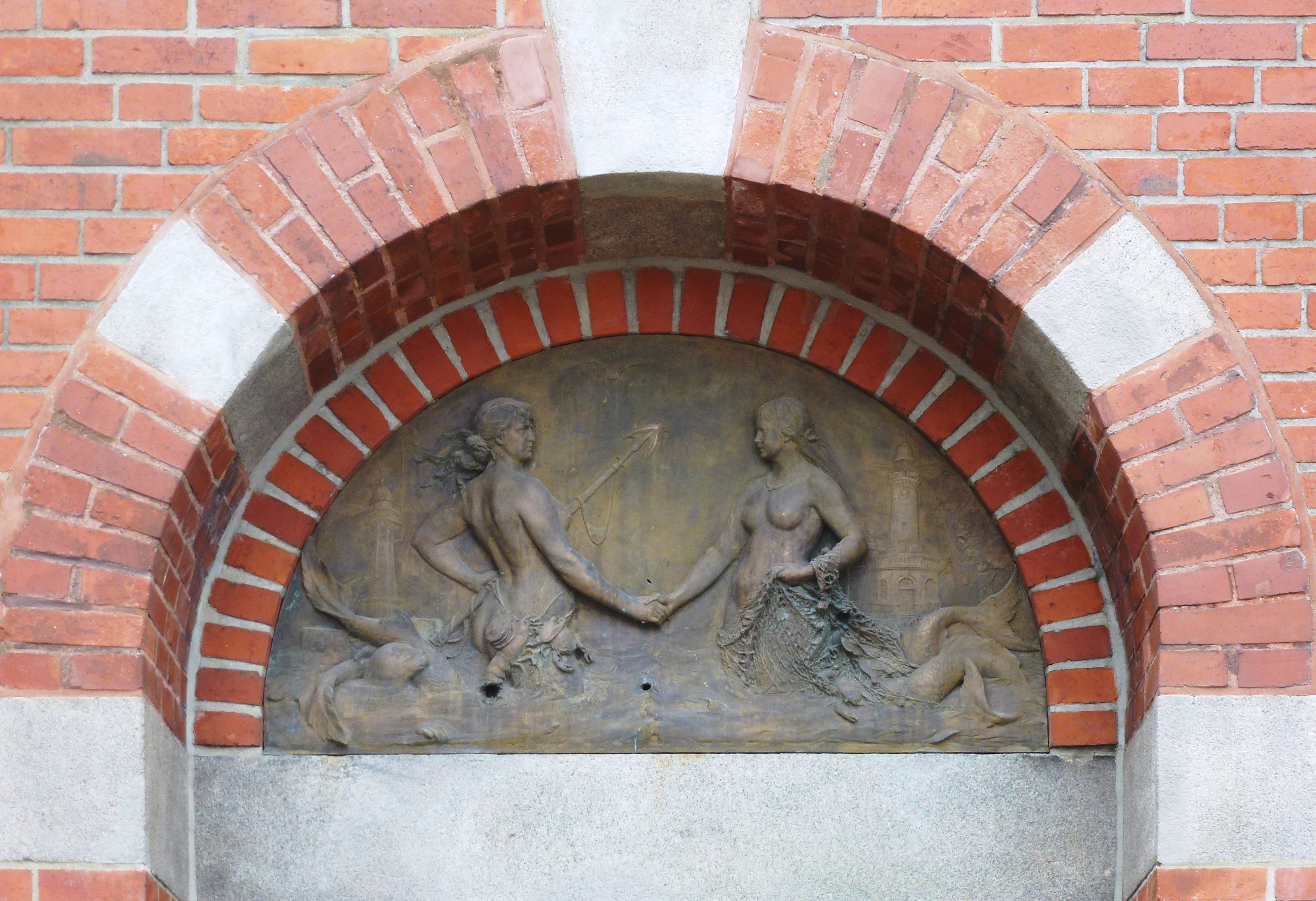
Meerjungfrauen „Nordsee“ und „Ostsee“
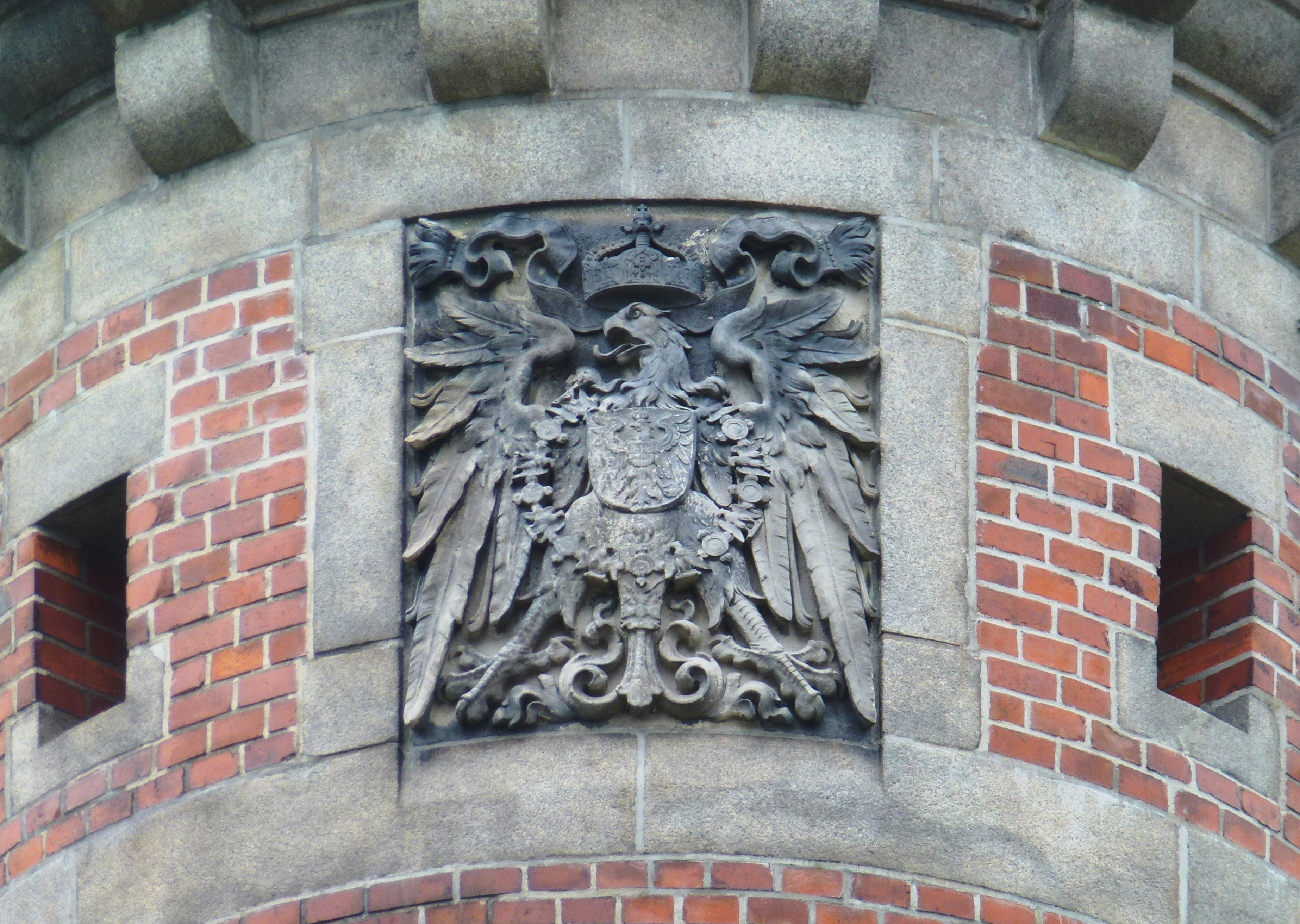
Ausschmückung, Reichsadler mit Kaiserkrone
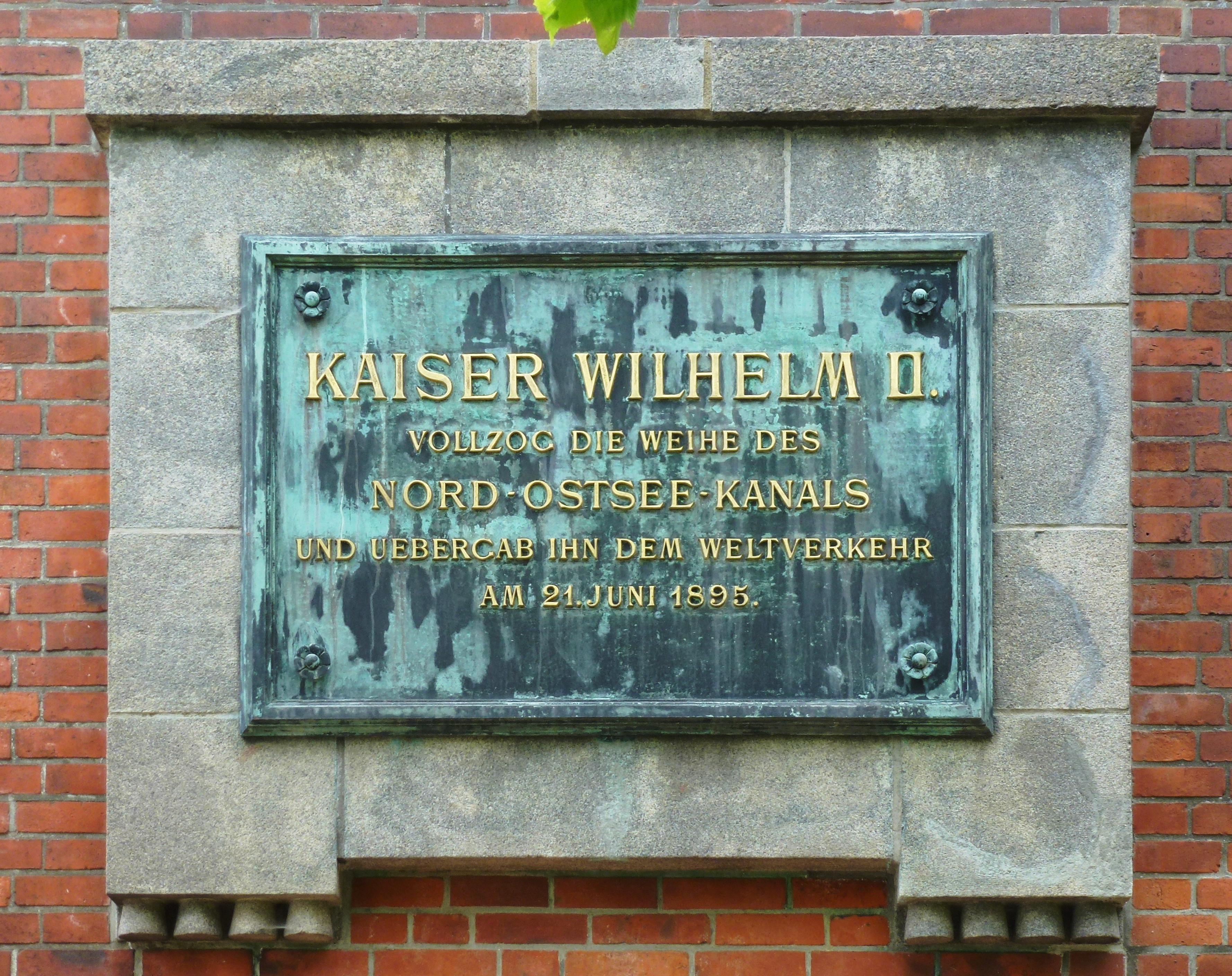
Fassade mit Gedenktafel, Kaiser Wilhelm II.
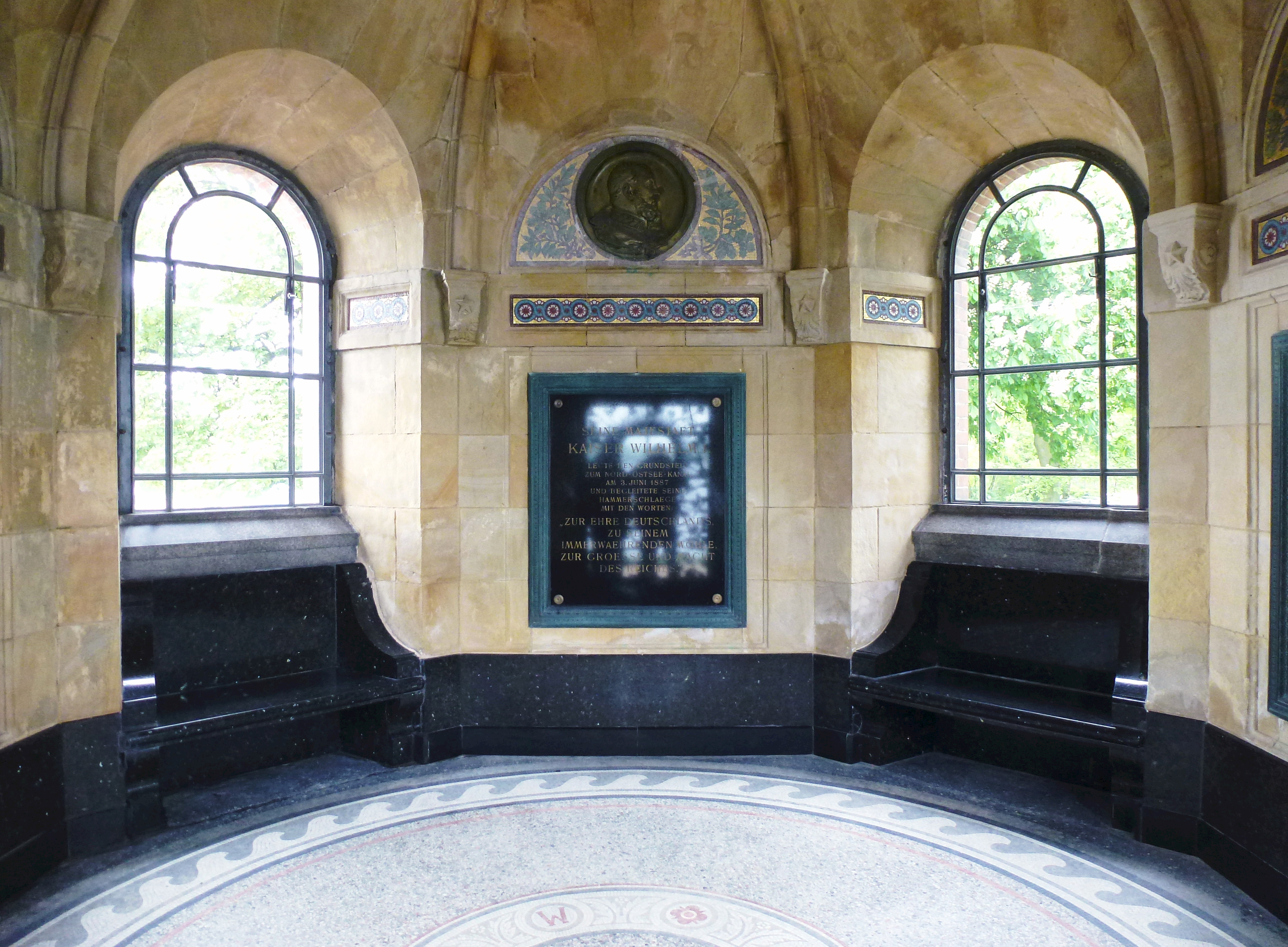
Drei-Kaiser-Halle mit Gedenktafel, Kaiser Wilhelm I.